# قلعه طبره
قلعهٔ طَبْرَک یا قلعهٔ طَبْره دژی در شرق اصفهان بوده که در زمان دیلمیان ساخته شده‌است. چونکه خاستگاه دیلمیان از طبرستان بوده، این دژ را با نام «طبرستان کوچک» نامیدند. باور بر این است که رکن‌الدوله دیلمی (یا فخرالدوله) آن را ساخته و علاءالدوله آن را تکمیل نموده و توسعه داده است. در چهار طرف این قلعه خندقی پرآب وجود داشته که هنوز برخی از بخش‌های آن در بافت مسکونی فعلی موجود می‌باشد. این قلعه از دو طرف به چشمه خوراسگان و راهروان می‌رسیده و با کاخ‌های دیلمیان در نزدیکی سبزه‌میدان کنونی با راه‌های زیرزمینی پیوسته بوده است. امروز هم پس از هزار سال، در برخی محل‌ها هنگامی که زمین را برای حفر چاه می‌کنند به این گذرگاه‌های زیرزمینی برمی‌خورند. ایجادخندق دور قلعه را می‌توان به دوره صفویه مربوط دانست. از خاک‌های خندقی که در اطراف آن برای جاری ساختن آب ایجاد شد، در ساخت باروی بلند آن استفاده کردند. اطراف قلعه بارویی محکم کشیده بودند که قطر آن متجاوز از ۱۰ متر بوده و در فواصلش ۳۳ برج دیده‌بانی و تیراندازی وجود داشته که هر برجش ۳۰ متر قطر، و تقریباً ۱۰ متر از دیگری فاصله داشته‌است.
در همین قلعه بوده است که فرزندان امیر مبارزالدین پدر خود را محبوس و کور کرده‌اند.
این دژ در دوره صفوی و به ویژه زمان شاه صفی و شاه سلیمان محل خزانه اموال سلطنتی بوده (جبه‌خانه). حدود هزار سرباز آماده و مسلح از آن حفاظت می‌کردند. شاردن جهانگرد فرانسوی که در زمان شاه سلیمان صفوی از این قلعه دیدن کرده، معتقد است مقدار جواهر و سنگ‌های قیمتی و خنجرهای مرصعی که در این قلعه دیده در جهان بی نظیر بوده‌است. شاردن همچنین از رویت علامت برج قوس یعنی طالع نجومی اصفهان، بر سردر قلعه و بیش از ۴۰ آتش بار توپخانه به غنیمت گرفته‌شده از ترکان عثمانی و پرتغالیان در خلیج فارس خبر داده است. کمپفر نیز این قلعه را محل نگهداری ابزار توپخانه می داند.
این قلعه در مجاورت محله پاقلعه اصفهان تا سال‌ها پابرجا بود و در تصاویری که از اصفهان ثبت‌شده وجود دارد و همچنین در نقشه اصفهان که در سال ۱۳۰۲ ترسیم شده نیز دیده می‌شود، اما پس از آن تخریب و بر روی آن خانه‌سازی شد اما محدوده آن با راه‌های آبی اطراف آن که اکنون در فضای سبز قرار گرفته مشخص است.